# 외대앞역
외대앞역(外大앞驛, Hankuk Univ. of Foreign Studies station)은 서울특별시 동대문구 이문동에 있는 수도권 전철 1호선의 전철역이며, 개통 당시 역명은 휘경역(徽慶驛)이었으나, 1996년 1월 1일에 역에 인접한 한국외국어대학교 서울캠퍼스의 이름을 딴 현재의 역명으로 명칭이 변경되었다.

## 역사
- 1974년 6월 28일 : 역사 신축 준공
- 1974년 8월 15일 : 휘경역으로 영업개시
- 1983년 8월 6일 : 보통역으로 승격
- 1996년 1월 1일 : 외대앞역으로 역명 변경[1]
- 2009년 12월 1일 : 철도승차권 단말기 철거

## 역 구조
2면 2선이지만 기존 섬식 승강장에서 신이문역 방향에 승강장이 추가된 형태이며, 스크린도어가 설치되어 있다. 출구는 6개다.

### 승강장
| ↑ 신이문 |
| ２ \|    |
| 회기 ↓   |

| 1 | ● 수도권 전철 1호선 | 광운대 · 의정부 · 양주 · 동두천 · 연천 방면 (일반, 급행) |
| 2 | ● 수도권 전철 1호선 | 회기 · 구로 · 부천 · 인천 · 서동탄 · 신창 방면           |

## 휘경4건널목

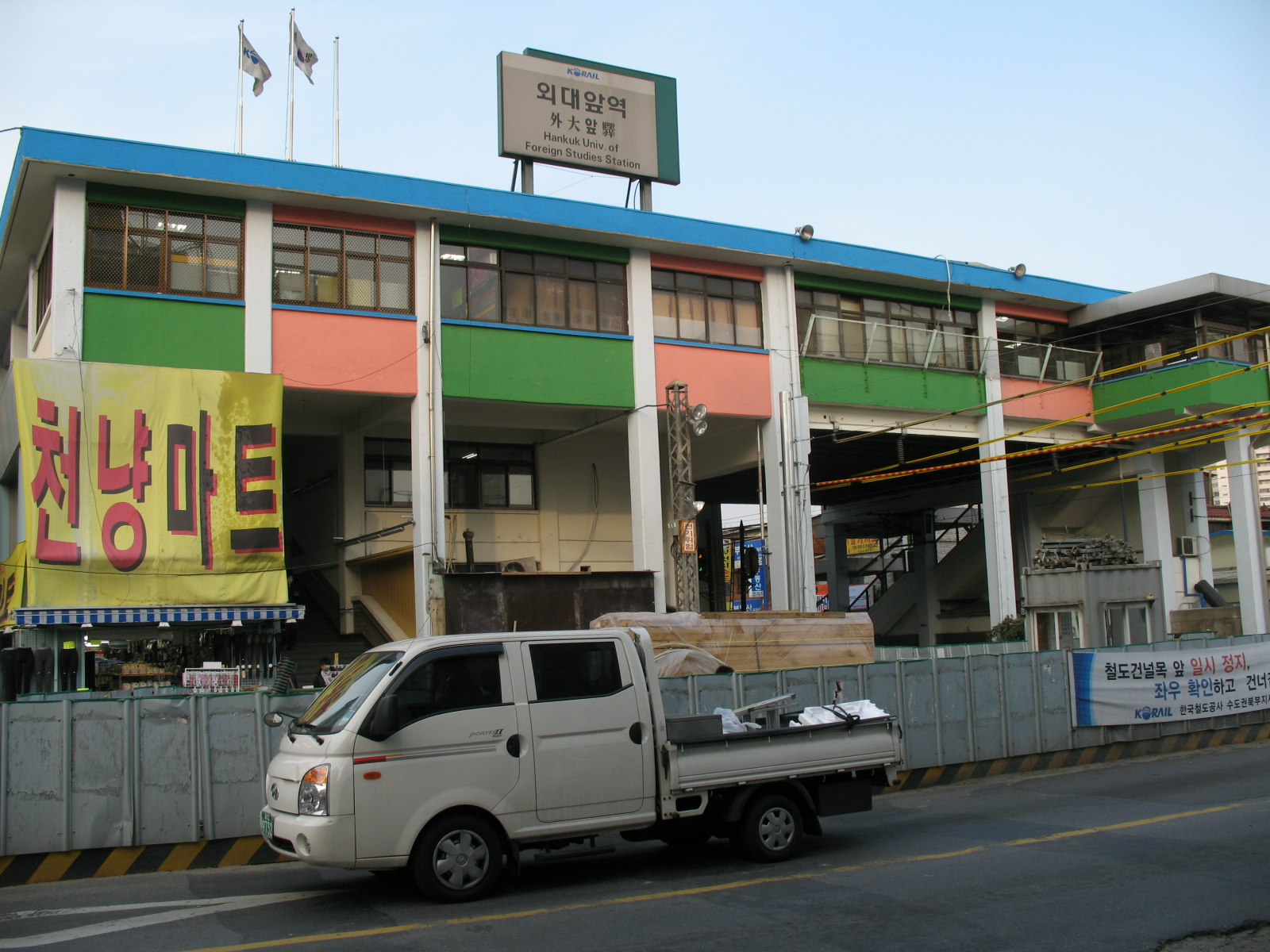
입체화 이전의 휘경4건널목

외대앞역 교상역사 바로 아래에 조그마한 건널목이 있는데, 이 건널목의 이름은 ‘휘경4건널목’이다. 현재 외대앞역 지하차도가 있는 곳은 과거에 많은 버스들이 지나다니던 도로 건널목으로, 상습 정체가 발생하여 건널목 폐쇄를 결정하고 2008년 10월 지하차도가 개설되었다. 이어 2009년 3월 고가 보행로가 개설되었다. 그러나 주민들은 외대앞역 고가 보행로의 복잡한 구조와, 그로 인해 시간 등이 낭비된다는 것을 이유로 들어 건널목 존치를 요구하였다.
건널목의 폐지는 한동안 유예되다가 2012년 8월 16일 한국철도시설공단에서는 8월 25일부터 건널목을 폐쇄하겠다고 결정하였으나, 8월 29일 동대문구청과 철도공단 등의 합의로 동년 12월 31일까지 건널목을 유지하기로 잠정적으로 정하였다. 그러나 2013년 1월로 예정되었던 건널목 철거는 주민 반발로 진행되지 않았으며, 현재까지도 휘경4건널목은 외대앞역 역사 밑에 보행용 건널목으로 존치되고 있다. 2018년에 들어서는 엘리베이터와 에스컬레이터를 추가로 설치하는 방안과, 승강장으로 가는 통로를 계단에서 평면식으로 바꾸는 방안 두 가지가 검토되고 있다.

## 인접한 역
| 경원선                           | 경원선                                                         | 경원선                                |
| -------------------------------- | -------------------------------------------------------------- | ------------------------------------- |
| 121 신이문 연천 방면 광운대 방면 | ● 수도권 전철 1호선 경원-경인선 완행 · 경원선 급행 경부선 완행 | 123 회기 인천 방면 서동탄 · 신창 방면 |

## 사진

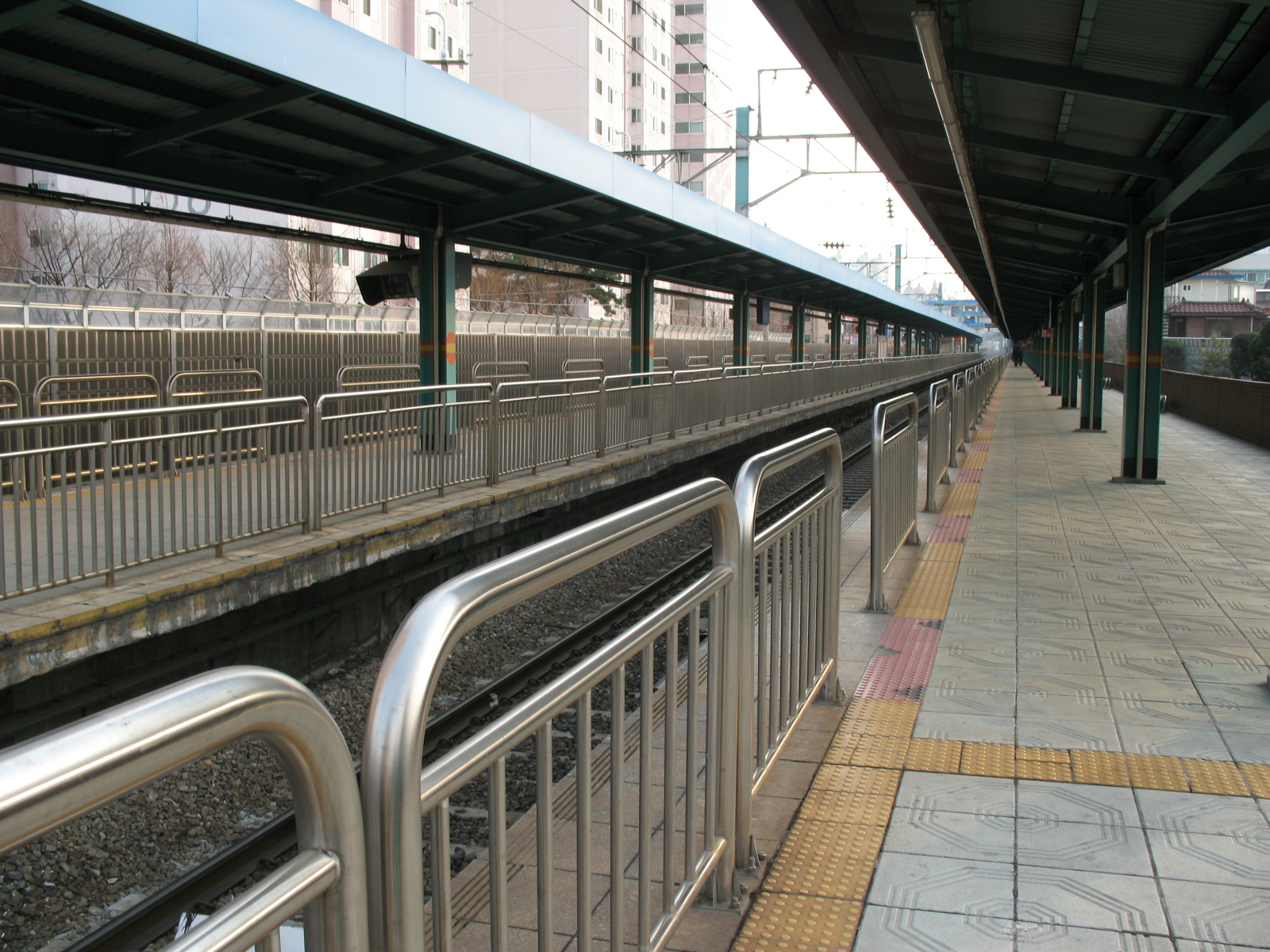
외대앞역 승강장(2007년)
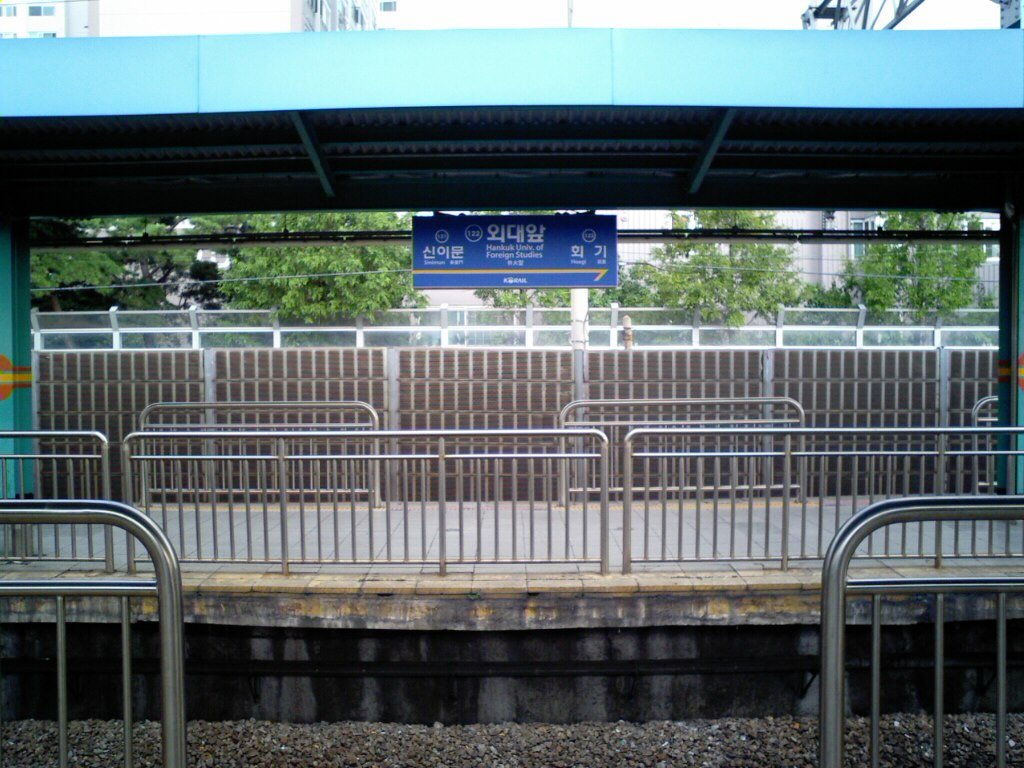
외대앞역 승강장(2008년)
승강장(2013년)
역명판(2013년)
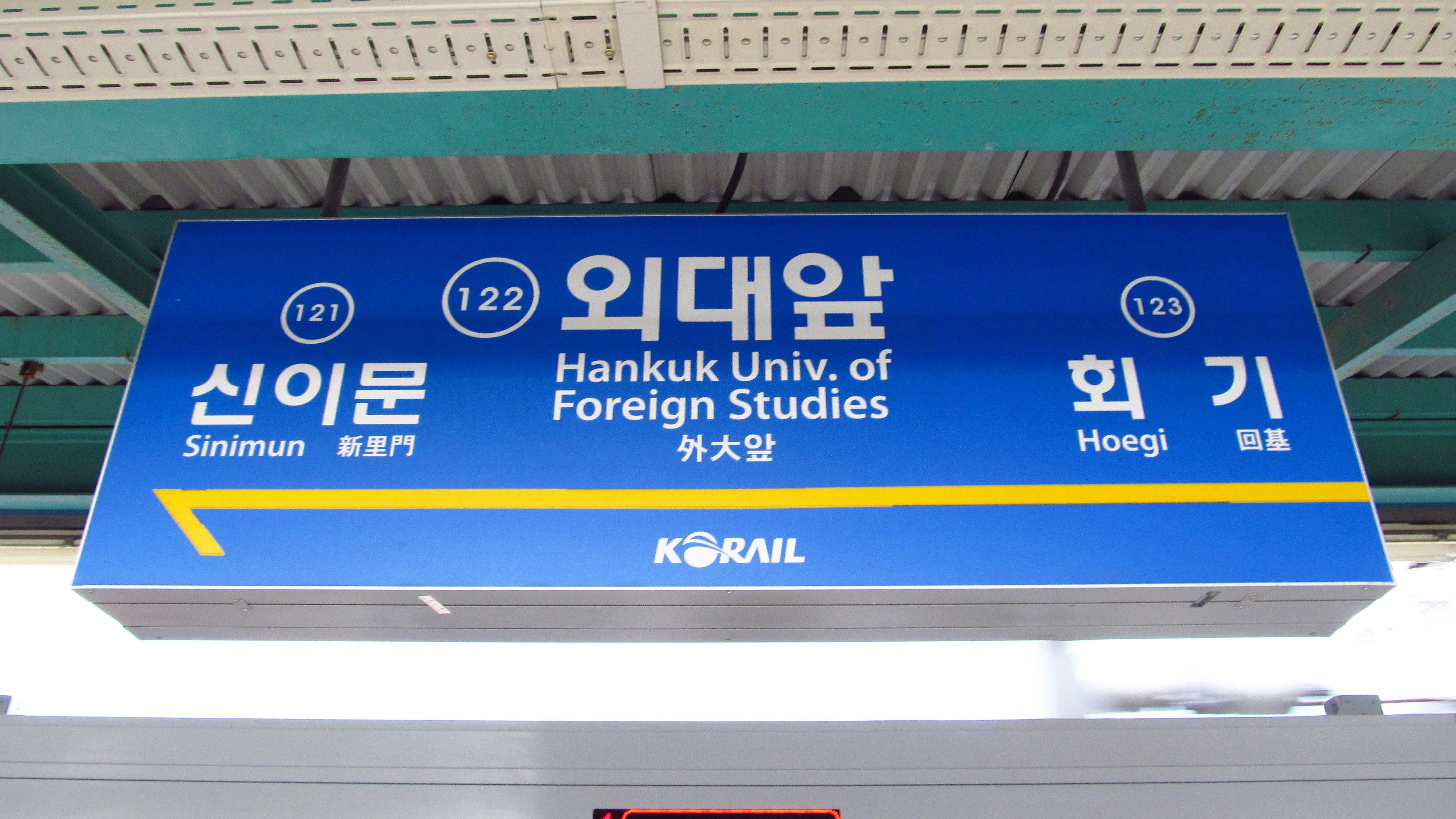
역명판(2018년 9월)